# Xysticus curtus
Xysticus curtus är en spindelart som beskrevs av Banks 1898. Xysticus curtus ingår i släktet Xysticus och familjen krabbspindlar. Inga underarter finns listade i Catalogue of Life.